# Détecteur acoustique directionnel
Un détecteur acoustique directionnel, souvent appelé de manière impropre radar anti-bruit, radar sonore ou radar acoustique, est un système multicapteur, encore en phase de test, qui identifie un niveau sonore et sa source dans l’espace. Destiné à lutter contre la pollution sonore, il est capable d'enregistrer et mesurer le bruit émis dans l'environnement par divers types de véhicules.
Il ne doit pas être confondu avec le système de sondage radio-acoustique de l'atmosphère ou le sonar. Il s'agit d'un système passif, mais il est surnommé « radar » en raison d'une certaine similarité de fonction avec les radars routiers utilisés sur les bords de route pour, à terme, identifier les plaques des véhicules qui roulent trop bruyamment et en verbaliser les conducteurs.

## Histoire
Dès l'avènement des avions, des détecteurs acoustiques furent développés pour repérer les aéronefs en vol. Lors de la Première Guerre mondiale, des unités spécialisées dans les deux camps utilisèrent d'abord des cornets acoustiques géants, puis des récepteurs paraboliques et de meilleurs systèmes de transmissions du son, qui amplifiait le son dans les oreilles de l’opérateur. En faisant varier la direction de l'ensemble, ce dernier pouvait déterminer sa provenance en repérant la direction du son le plus fort par effet stéréoscopique. Ces unités restèrent actives jusqu'à la fin de la Seconde Guerre mondiale alors que le développement du radar rendit cet appareillage obsolète. Il est néanmoins toujours utilisé sur certains blindés comme détecteur de coup de feu.

## Applications aux véhicules routiers
Avec le développement de l'acoustique et de l'électronique, ce concept refait surface dans le domaine de la détection des bruits dans de nombreux pays. 

### En France
En France, avant le projet de loi mobilité, le cadre juridique permettait la mesure automatisée de la vitesse de véhicules par des radars, mais pas celle du bruit. Il fallait donc modifier la loi pour permettre un dispositif législatif et réglementaire favorisant l'utilisation de radars sonores afin de mieux dissuader la pollution sonore, qui, comme la pollution lumineuse est l'une des formes souvent oubliée de la pollution routière. Ceci a été rendu possible par un amendement à la loi mobilité, déposé par Jean-Noël Barrot qui a rappelé que « les nuisances sonores ne sont pas seulement une gêne mais une question de santé publique avec des répercussions graves sur de nombreuses pathologies ».
Un premier prototype de radar sonore, mis au point par l'association Bruitparif est testé en 2019 dans les Yvelines, dans une zone connue pour ses rodéos motos. Surnommé « Méduse » en raison de sa forme, il comprend une antenne acoustique composée de quatre microphones organisés pour former un tétraèdre relié à une carte mère et une carte-son permettant à un algorithme de déterminer la direction et le déplacement des sources de bruit dominantes. Une caméra 360 degrés peut photographier cette source, bien que les photos soient encore floutées en phase de test. La marge d'erreur sur la position de l'émetteur du bruit n'est alors que de 1 %.
En 2021, une campagne de tests du radar méduse est annoncée dans huit villes françaises volontaires : Paris, Nice, Toulouse, Rueil-Malmaison, Villeneuve-le-Roi, Bron, Saint-Lambert et Saint-Forget. Les villes correspondent à 3 sites tests urbains, 3 périurbains et 2 ruraux. Une durée de test de deux ans est alors prévue, avec une première phase à partir de septembre 2022, puis une seconde au printemps 2023, pour une fin prévue le 3 janvier 2024. La campagne connait cependant des retards, qui repoussent les premiers tests d’homologation à l'été 2023 et conduisent à des fausses rumeurs d'abandon du projet. 
Les tests de la première phase révèlent que la plupart des véhicules repérés pour une valeur cible de 83dB — choisi car il correspond dans le Code de l’Environnement au premier seuil de risque pour l’audition — sont des motos ou des scooters. Cette valeur est néanmoins jugée trop basse pour un parc automobile dont la plupart des véhicules anciens flirtent avec les 80db même en étant à l'arrêt. Pour la deuxième phase de test, les autorités décident en conséquence de remonter le seuil de verbalisation à 85 dB, soit 2 de plus qu'initialement prévu — L'échelle du Décibel étant logarithmique, une augmentation de 3 dB correspond à un doublement de l'énergie sonore —, et à en exempter les transports en commun M2 et M3 dont la mise en circulation est antérieure à 1996, les petits camions de marchandises N1 antérieurs à 1962, les gros camions de marchandises N2 et N3 antérieurs à 1990, et les deux roues L3e antérieurs à 1990. Sont également exemptés les véhicules agricoles,. Prévue pour septembre 2024, cette deuxième phase prévoit la verbalisation des véhicules détectés à plus de 85 dB par une amende de 4ᵉ classe d'un montant de 135 euros. Sont principalement visés les deux roues dont les propriétaires trafiquent les pots d'échappements,,

## Principe
Un détecteur acoustique directionnel est constitué généralement d'un jeu de microphones et d'une caméra optique pour donner la localisation du bruit sur un afficheur d'imagerie. Les microphones – analogiques ou numériques – acquièrent les signaux simultanément ou avec un décalage temporel connu pour utiliser la différence de phase.
Les détecteurs acoustiques directionnels ont plusieurs applications, la plupart cherchant à réduire le bruit. Ce dispositif peut être utilisé pour réduire les émissions sonores des véhicules (automobiles, avions) et des trains, ou des structures comme les éoliennes. On peut aussi s'en servir pour détecter des fuites ou des bruits localisés. Les détecteurs capables de traiter le signal en temps réel ont en revanche pour défaut d'être potentiellement chers et encombrants.
À terme, l'enregistrement sonore pourrait être associé à un système de lecture de plaques, pour sanctionner les véhicules dont les pots d'échappement dégradent le plus la qualité de l'environnement sonore.